# Dejan Krsmanović
Dejan Krsmanović (* 16. Januar 1986) ist ein serbischer Biathlet und Skilangläufer.

## Karriere
Dejan Krsmanović vom Skiclub Zlatibor bestritt sein erstes internationales Rennen 2005 in Langdorf im Rahmen des Biathlon-Europacups, wo er 52. eines Sprintrennens wurde. An selber Stelle nahm er im Rahmen der Biathlon-Europameisterschaften 2006 der Junioren erstmals an einem Großereignis im Biathlon teil und belegte die Ränge 78 im Einzel und 80 im Sprint. Nächstes Großereignis wurden die Biathlon-Europameisterschaften 2008 in Nové Město na Moravě, bei denen Krsmanović 84. im Sprintwettbewerb wurde. 2009 erreichte er mit den Plätzen 12 im Sprint und 13 in der Verfolgung in Bansko seine besten Resultate im Rahmen des IBU-Cups. Bei den Sommerbiathlon-Weltmeisterschaften 2009 in Oberhof trat der Serbe im Sprint auf Skirollern an und wurde 72.
Als Skilangläufer nahm Krsmanović von 2004 bis 2018 an internationalen Wettkämpfen der FIS teil. Meist lief er in unterklassigen Rennen wie Veranstaltungen der FIS, dem Balkan Cup oder dem Alpencup, Höhepunkt war die Winter-Universiade 2007 in Pragelato, wo er 89. des Sprintrennens wurde aber in den Rennen über 10 und 30 und Kilometer in der freien Technik nicht ins Ziel kam.

## Statistik

### Platzierungen im Biathlon-Weltcup
Die Tabelle zeigt alle Platzierungen (je nach Austragungsjahr einschließlich Olympische Spiele und Weltmeisterschaften).
- 1.–3. Platz: Anzahl der Podiumsplatzierungen
- Top 10: Anzahl der Platzierungen unter den ersten zehn (einschließlich Podium)
- Punkteränge: Anzahl der Platzierungen innerhalb der Punkteränge (einschließlich Podium und Top 10)
- Starts: Anzahl gelaufener Rennen in der jeweiligen Disziplin
- Staffel: inklusive Mixed- und Single-Mixed-Staffeln

| Platzierung         | Einzel | Sprint | Verfolgung | Massenstart | Staffel | Gesamt |
| ------------------- | ------ | ------ | ---------- | ----------- | ------- | ------ |
| 1. Platz            |        |        |            |             |         |        |
| 2. Platz            |        |        |            |             |         |        |
| 3. Platz            |        |        |            |             |         |        |
| Top 10              |        |        |            |             |         |        |
| Punkteränge         |        |        |            |             | 5       | 5      |
| Starts              | 4      | 13     |            |             | 5       | 22     |
| Stand: Karriereende |        |        |            |             |         |        |